# Minona beaglei
Minona beaglei är en plattmaskart som beskrevs av Martens och Curini-Galletti 1989. Minona beaglei ingår i släktet Minona och familjen Monocelididae. Inga underarter finns listade i Catalogue of Life.